# Galium paniculatum
Galium paniculatum là một loài thực vật có hoa trong họ Thiến thảo. Loài này được (Bunge) Pobed. mô tả khoa học đầu tiên năm 1970.